# Bahren (Peuschen)

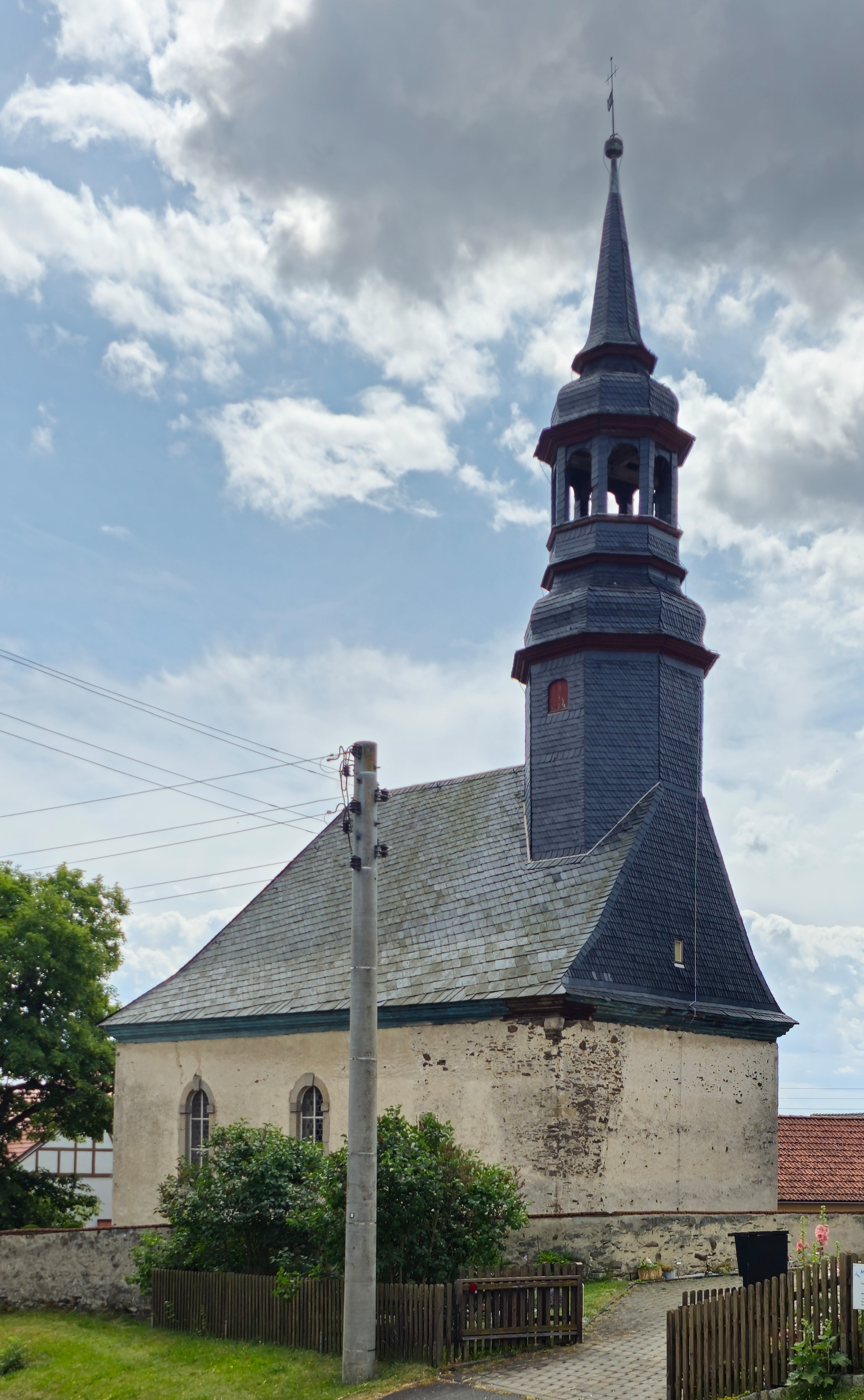
Dorfkirche Bahren

Bahren ist ein Ortsteil der Gemeinde Peuschen im Saale-Orla-Kreis in Thüringen. Der Ort gehört administrativ zur Verwaltungsgemeinschaft Ranis-Ziegenrück.

## Lage
Der Ort Bahren befindet sich im nördlichen Teil des Landkreises, etwa fünfzehn Kilometer (Luftlinie) nordwestlich der Kreisstadt Schleiz und zwei Kilometer südlich der Hauptgemeinde Peuschen.  Als höchste Erhebung gilt das Meisenholz  (482,7 m ü. NN).

## Verkehr
Mit der Linie 968 der KomBus hat Bahren Anschluss an den Kernort Peuschen sowie an die Städte Pößneck, Ranis und Ziegenrück.

## Geschichte
Bahren wurde am 29. Dezember 1278 erstmals urkundlich erwähnt. Bis 1815 lag Bahren im sächsischen Amt Ziegenrück im Neustädter Kreis. Das bis 1994 selbstständige Dorf gehörte anschließend bis 1952 zum Kreis Ziegenrück, der bis 1945 Bestandteil des Regierungsbezirk Erfurt der preußischen Provinz Sachsen war. Von 1952 bis 1994 gehörte es zum Kreis Pößneck.
Auf dem im Ort befindlichen Lehngut, das zum Rittergut Knau gehörte, war von 1789 bis 1838 die Familie Adler ansässig, zuvor die von Einsiedel und danach die Familie von Gehring.
Die Dorfkirche wurde 1699 erbaut und beherbergt eine großflächige, gut erhaltene Bemalung.
Im Jahr 1933 lebten 94 Menschen in Bahren, im Jahr 1939 waren es 83 Einwohner.